# Prova Ciclística 9 de Julho
A Prova Ciclística 9 de Julho é uma competição de ciclismo de estrada disputada somente em um dia (9 de julho), na cidade de São Paulo, sendo considerada uma das provas mais importantes do Brasil.
A competição foi instituída no ano de 1932 pelo jornalista Cásper Líbero para homenagear a Revolução Constitucionalista, que aconteceu no Estado de São Paulo. Sua primeira edição ocorreu em 1933 e já fez parte do calendário UCI America Tour. Atualmente, acontece com disputas nas categorias elite masculino, elite feminino, federados masculino e feminino e aspirantes masculino e feminino

## Categorias

### Aspirantes
Desta categoria, fazem parte os atletas que utilizam a bicicleta (podendo ser de qualquer modelo) como instrumento de atividade esportiva e possuem aptidão para controlá-la com velocidade. A distância a ser percorrida é de uma volta, que é aproximadamente 28,3 km.
O número máximo de atletas no pelotão de aspirantes masculinos é de 2.410 atletas, enquanto o número máximo de atletas no pelotão de aspirantes femininos é de 640 vagas.

### Federados
Desta categoria, fazem parte, os atletas que possuem um currículo de tempo mínimo em Provas OFICIAIS, obrigatoriamente válidos/confirmados nos últimos doze meses, contados a partir da data de preenchimento do cadastro e estar inscrito na Federação Paulista de Ciclismo ou na Federação de outros estados. A distância a ser percorrida é de 4 (quatro) voltas, que são aproximadamente 96,4 quilômetros.
O número máximo de atletas no pelotão de Federados masculino é de 400 vagas, enquanto no pelotão de Federados femininos é de 150 vagas.

### Elite
Desta categoria, fazem parte os atletas que possuem um currículo de tempo mínimo em Provas OFICIAIS, obrigatoriamente válidos/confirmados nos últimos 12 (doze) meses, contados a partir da data de preenchimento do cadastro, e o tempo mínimo, comprovado em ao menos 2 (dois) eventos, seguindo o critério "tempo referencial", definido pela organização e estar inscrito na Federação Paulista de Ciclismo ou na federação de outros estados.
O número de voltas é diferente para homens e mulheres, as mulheres percorrem 3 (três voltas) que são aproximadamente 73,7 quilômetros, enquanto os homens percorrem 4 (quatro) voltas, 96,4 quilômetros. O máximo de atletas para o pelotão Elite masculino é de 325 vagas, e o pelotão Elite feminino tem em contra partida 75 vagas.

## História
A prova inicialmente foi criada em 1933 pelo jornalista Cásper Líbero, que trabalhava no diário esportivo Gazeta Esportiva e decidiu criar a competição para homenagear a Revolução Constitucionalista de 1932, que ficou marcada na história paulista pelas reações da população do estado de São Paulo em revolta ao então Governo Provisório do Getúlio Vargas, o qual se estendeu por dois anos na década de 1932 mesmo não havendo eleições por parte da população paulista. Tornou-se, logo de início, uma das provas mais importantes do Brasil. Anteriormente, a participação era restrita apenas a atletas de maior categoria e alguns convidados de outros estados, a fim de garantir sua competitividade. Em 1947, a competição foi denominada "Prova Ciclística Internacional 9 de Julho", contando com a presença de argentinos e uruguaios, mas depois passaram a comparecer representantes de mais de 15 países, sendo o primeiro a cruzar na linha de chegada o argentino Jorge Oliveira, em 1948. Somente em 1985 as mulheres passaram a poder participar da prova de ciclismo.
Atualmente, a competição engloba diversos públicos, já que é disputada em três categorias diferentes: a categoria de aspirantes, ou seja, pessoas que utilizam bicicleta como instrumento de lazer, podendo fazer parte dessa categoria todos os atletas que utilizam a bicicleta como instrumento para atividades esportivas e são capazes de controlar a bicicleta em velocidade; a de atletas federados, com experiência em provas oficiais, em que a categoria é aplicada àqueles que possuem currículo de tempos mínimos em provas oficiais, obrigatoriamente válidos nos últimos 12 meses; e a de elite, que exige toda a documentação e o histórico de ciclismo do participante, que deve possuir currículo de tempos mínimos em provas oficiais, o tempo mínimo comprovado em, ao menos, 2 eventos, seguindo o critério de tempo referencial definido pela organização, fato que, consequentemente, torna a categoria mais disputada da competição. A disputa masculina fez parte do UCI America Tour na categoria 1.2 entre os anos de 2005 a 2010. No calendário nacional da CBC, a prova recebe a categoria 3, a mais alta para provas de um dia. A competição feminina vem acontecendo desde 1990, tendo a atleta Flávia Salvi como a primeira campeã. Vale ressaltar também que a premiação é dada do primeiro ao quinto lugar de cada segmento.
Entre 2012 e 2014, a denominação oficial da prova não pôde ser utilizada devido a problemas burocráticos. Logo, uma nova prova foi criada para substituí-la, chamada GP São Paulo Internacional de Ciclismo. Era considerada por muitos como a mesma prova, diferindo apenas em nome. Em 2015, a prova passou novamente a utilizar o nome original e voltou a ser realizada nas ruas da cidade de São Paulo. A Federação Paulista de Ciclismo considerou a edição de 2015 como a 69ª edição da prova, não considerando, portanto, as edições de 2012, 2013 e 2014 (dado que, se fossem computadas, a edição de 2015 seria a 72ª).
Em 2016, tendo alcançado o número de 2.129 participantes, foi considerada a prova com o maior número de participantes no Brasil.
Em 2017, a prova, que é separada em três categorias,completa sua septuagésima primeira (71°) edição e será localizada novamente na Avenida Lineu de Paula Machado, sentido USP, em frente ao portão do Jockey Club de São Paulo. A categoria Aspirantes, com 2.410 atletas, vai ter sua largada às 06:45 da manhã e um percurso com o total de 28,3 quilômetros. Já a categoria Elite Masculina, com no máximo 325 atletas, possui sua largada às 08:02 da manhã e percorrera 96,4 km, concluindo uma volta de 28,3 km e três voltas de 22,7 km. Enquanto a Elite Feminina, com cerca de 75 atletas, vai largar às 08:05 da manhã, e tem em seu percurso um total de 73,7 km, completando uma volta de 28,3 km e duas voltas de 22,7. Formada por no máximo 1.000 ciclistas, a categoria Federados apresenta sua largada às 08:00 da manhã e seu percurso tem a mesma distância do da elite masculina, 96,4 km, fazendo o mesmo número de voltas que a categoria elite masculino.

## Circuitos
| Anos      | Local                          | Distância elite masculino (Voltas) | Distância elite feminino (Voltas) |
| 2017-2018 | Avenida Lineu de Paula Machado | 96,4 km (4)                        | 73,7 km (3)                       |
| 2015-2016 | Avenida Lineu de Paula Machado | 54 km (2)                          | 25 km (1)                         |
| 2014      | Indaiatuba                     | 55 km (10)                         | 33 km (6)                         |
| 2008-2013 | Autódromo José Carlos Pace     | 85.8 km (20)                       | 21.5 km (5)                       |
| 2007      | Cidade Universitária           | 110 km                             | ?                                 |
| 2002-2006 | Autódromo José Carlos Pace     | 85.8 km (20)                       | 21.5 km (5)                       |
| 2001      | Parque Villa-Lobos             | 80 km (20)                         | ?                                 |

## Vencedores

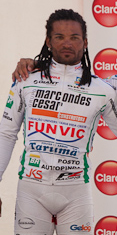
Flavio Cardoso campeão da prova

Em amarelo, edições disputadas sob o nome GP São Paulo Internacional de Ciclismo, desconsideradas na contagem oficial.
| Edição | Ano  | Vencedor (Elite Masculino)                             | Vencedora (Elite Feminino)                               |
| 72ª    | 2018 | Francisco Ramon Chamorro Brendo Morais Santos (Sub-23) | Luciene Ferreira da Silva Ana Paula Casetta (Sub-23)     |
| 71ª    | 2017 | Joel Cândido Prado Junior Caio Godoy Ormenese (Sub-23) | Luciene Ferreira da Silva Wellyda R. dos Santos (Sub-23) |
| 70ª    | 2016 | Joel Cândido Prado                                     | Daniela Lionço                                           |
| 69ª    | 2015 | Joel Cândido Prado                                     | Camila Coelho                                            |
| 3ª     | 2014 | Flávio Cardoso                                         | Camila Coelho                                            |
| 2ª     | 2013 | Roberto Pinheiro                                       | Fernanda Souza                                           |
| 1ª     | 2012 | Francisco Ramon Chamorro                               | Luciene Ferreira                                         |
| 68ª    | 2011 | Roberto Pinheiro                                       | Fernanda da Silva                                        |
| 67ª    | 2010 | Francisco Ramon Chamorro                               | Débora Gerhard                                           |
| 66ª    | 2009 | Bruno Tabanez                                          | Débora Gerhard                                           |
| 65ª    | 2008 | Michel Fernández García                                | Camila Coelho                                            |
| 64ª    | 2007 | Rafael Andriato                                        | Luciene Ferreira                                         |
| 63ª    | 2006 | Renato Seabra                                          | Débora Gerhard                                           |
| 62ª    | 2005 | Roberson Silva                                         | Luciene Ferreira                                         |
| 61ª    | 2004 | Nilceu dos Santos                                      | Cláudia Carceroni Saintagne                              |
| 60ª    | 2003 | John Lieswyn                                           | Ana Cristina Matto                                       |
| 59ª    | 2002 | Rodrigo de Mello Brito                                 | Cláudia Carceroni Saintagne                              |
| 58ª    | 2001 | Nilceu dos Santos                                      | Jaqueline Mantovani                                      |
| 57ª    | 2000 | Murilo Fischer                                         | Janildes Fernandes                                       |
| 56ª    | 1999 | Patrique Gama Azevedo                                  | Janildes Fernandes                                       |
| 55ª    | 1998 | Luciano Pagliarini                                     | Janildes Fernandes                                       |
| 54ª    | 1997 | Valdir Lermen                                          | Alessandra dos Santos                                    |
| 53ª    | 1996 | Valdir Lermen                                          | Ieda Botelho                                             |
| 52ª    | 1995 | Hernandes Quadri Júnior                                | Rosane Minervino                                         |
| 51ª    | 1994 | Fábio Veloso Santos                                    | Ieda Botelho                                             |
| 50ª    | 1993 | Jamil Suaiden                                          | Carla Camargo Gardenal                                   |
| 49ª    | 1992 | Márcio May                                             | Cláudia Carceroni Saintagne                              |
| 48ª    | 1991 | Wanderley Magalhães                                    | Cláudia Carceroni Saintagne                              |
| 47ª    | 1990 | Wanderley Magalhães                                    | Flávia Salvi                                             |
| 46ª    | 1989 | Wanderley Magalhães                                    | Cibele Santini                                           |
| 45ª    | 1988 | Ailton Souza                                           | N/A                                                      |
| 44ª    | 1987 | Antônio Silvestre                                      | N/A                                                      |
| 43ª    | 1986 | Marcos Mazzaron                                        | N/A                                                      |
| 42ª    | 1985 | Ailton Souza                                           | Cláudia Tourinho                                         |
| 41ª    | 1984 | Gilson Avaristo                                        | N/A                                                      |
| 40ª    | 1983 | Gabriel Rodrigues                                      | N/A                                                      |
| 39ª    | 1982 | Ailton Souza                                           | N/A                                                      |
| 38ª    | 1981 | Gilson Avaristo                                        | N/A                                                      |
| 37ª    | 1980 | Jair Braga                                             | N/A                                                      |
| 36ª    | 1979 | Sérgio Aliste                                          | N/A                                                      |
| 35ª    | 1978 | Edgar Cueto Garcia                                     | N/A                                                      |
| 34ª    | 1977 | Miguel Duarte Silva                                    | N/A                                                      |
| 33ª    | 1976 | Roberto Castroman                                      | N/A                                                      |
| 32ª    | 1975 | Hector Rondon                                          | N/A                                                      |
| 31ª    | 1974 | Juan Carlos Haedo                                      | N/A                                                      |
| 30ª    | 1973 | Saul Alcântara                                         | N/A                                                      |
| 29ª    | 1972 | José George Breve                                      | N/A                                                      |
| 28ª    | 1971 | Miguel Duarte Silva                                    | N/A                                                      |
| 27ª    | 1970 | Saul Alcântara                                         | N/A                                                      |
| 26ª    | 1969 | Luiz Carlos Flores                                     | N/A                                                      |
| 25ª    | 1965 | Luiz Carlos Fonseca                                    | N/A                                                      |
| 24ª    | 1964 | Antônio Ferreira                                       | N/A                                                      |
| 23ª    | 1963 | Tércio Andrade                                         | N/A                                                      |
| 22ª    | 1962 | José Élcio Corá                                        | N/A                                                      |
| 21ª    | 1961 | Cláudio Rosa                                           | N/A                                                      |
| 20ª    | 1960 | Rubens Etchebarne                                      | N/A                                                      |
| 19ª    | 1959 | Luigi Cussigh                                          | N/A                                                      |
| 18ª    | 1958 | Cláudio Rosa                                           | N/A                                                      |
| 17ª    | 1957 | Arthur Coelho                                          | N/A                                                      |
| 16ª    | 1956 | Antônio Alba                                           | N/A                                                      |
| 15ª    | 1955 | Antonio Barbosa Alves                                  | N/A                                                      |
| 14ª    | 1952 | Antonio Barbosa Alves                                  | N/A                                                      |
| 13ª    | 1951 | Pedro Salas                                            | N/A                                                      |
| 12ª    | 1950 | José Taccone                                           | N/A                                                      |
| 11ª    | 1949 | Fernando Moreira                                       | N/A                                                      |
| 10ª    | 1948 | Jorge Oliveira                                         | N/A                                                      |
| 9ª     | 1947 | Rolando Montesi                                        | N/A                                                      |
| 8ª     | 1940 | José Magnani                                           | N/A                                                      |
| 7ª     | 1939 | Arthur Ferreira                                        | N/A                                                      |
| 6ª     | 1938 | Rolando Montesi                                        | N/A                                                      |
| 5ª     | 1937 | Rolando Montesi                                        | N/A                                                      |
| 4ª     | 1936 | Luiz Lima                                              | N/A                                                      |
| 3ª     | 1935 | Amélio Sarto                                           | N/A                                                      |
| 2ª     | 1934 | José Magnani                                           | N/A                                                      |
| 1ª     | 1933 | José Magnani                                           | N/A                                                      |